# Temporada 2014 del Campeonato de España de Rally de Tierra
La temporada 2014 fue la 32.º edición del Campeonato de España de Rally de Tierra. Comenzó el 22 de marzo en el Rally de Lorca y terminó el 15 de noviembre en el Rally de Riolobos.
Una de las principales novedades para esta temporada fue la inclusión de los vehículos buggy en el reglamento.

## Calendario
El calendario constaba, al igual que en 2013, de seis pruebas. La primera de ellas, el Rally de Lorca, era también puntuable para el Campeonato de España de Rally Todoterreno y el Rally de Curtis entró por primera vez en el programa.
| N.º | Fecha              | Prueba                                  |
| --- | ------------------ | --------------------------------------- |
| 1   | 22-23 de marzo     | 3.º Rally Tierras Altas de Lorca        |
| 2   | 26-27 de abril     | 1.º Rally Concello de Curtis-La Coruña  |
| 3   | 17-18 de mayo      | 1.º Rally Andalucía-Benahavís           |
| 4   | 21-22 de junio     | 2.º Rally de Tierra del Bierzo          |
| 5   | 6-7 de septiembre  | 15.º Rallye de Tierra Ciutat de Cervera |
| 6   | 14-15 de noviembre | 5.º Rallye de Tierra Riolobos           |

## Equipos
| Equipo                    | Vehículo                 | Piloto            | Copiloto                | Rondas           |
| Equipos privados          | Equipos privados         | Equipos privados  | Equipos privados        | Equipos privados |
| ------------------------- | ------------------------ | ----------------- | ----------------------- | ---------------- |
| Escudería AR Vidal Racing | Volkswagen Polo N1       | Amador Vidal      | Francisco Lema Vidal    | 2-6              |
| Escudería Motor Terrassa  | Ford Fiesta R2           | Nil Solans        | Miquel Ibáñez Sotos     | 1, 4             |
| Escudería Motor Terrassa  | Škoda Fabia S2000        | Nil Solans        | Miquel Ibáñez Sotos     | 2                |
| Escudería Motor Terrassa  | Mitsubishi Lancer Evo X  | Nil Solans        | Miquel Ibáñez Sotos     | 3, 5-6           |
| Escudería Rias Baixas     | Subaru Impreza STi N14   | Juan Pablo Castro | Juan José Leal Olivenza | 1-2, 4-6         |
| Motor Club Sabadell       | Mitsubishi Lancer Evo IX | Eduard Forés      | David Uson Castells     | 1-6              |
| RMC Motorsport            | Mitsubishi Lancer Evo IX | Jorge del Cid     | Helena Carrasco         | 1-3              |
| RMC Motorsport            | Mitsubishi Lancer Evo IX | Jorge del Cid     | Nerea Odriozola Sagarna | 4                |
| RMC Motorsport            | Mitsubishi Lancer Evo X  | Jorge del Cid     | Nerea Odriozola Sagarna | 5-6              |

## Clasificación

### Campeonato de pilotos

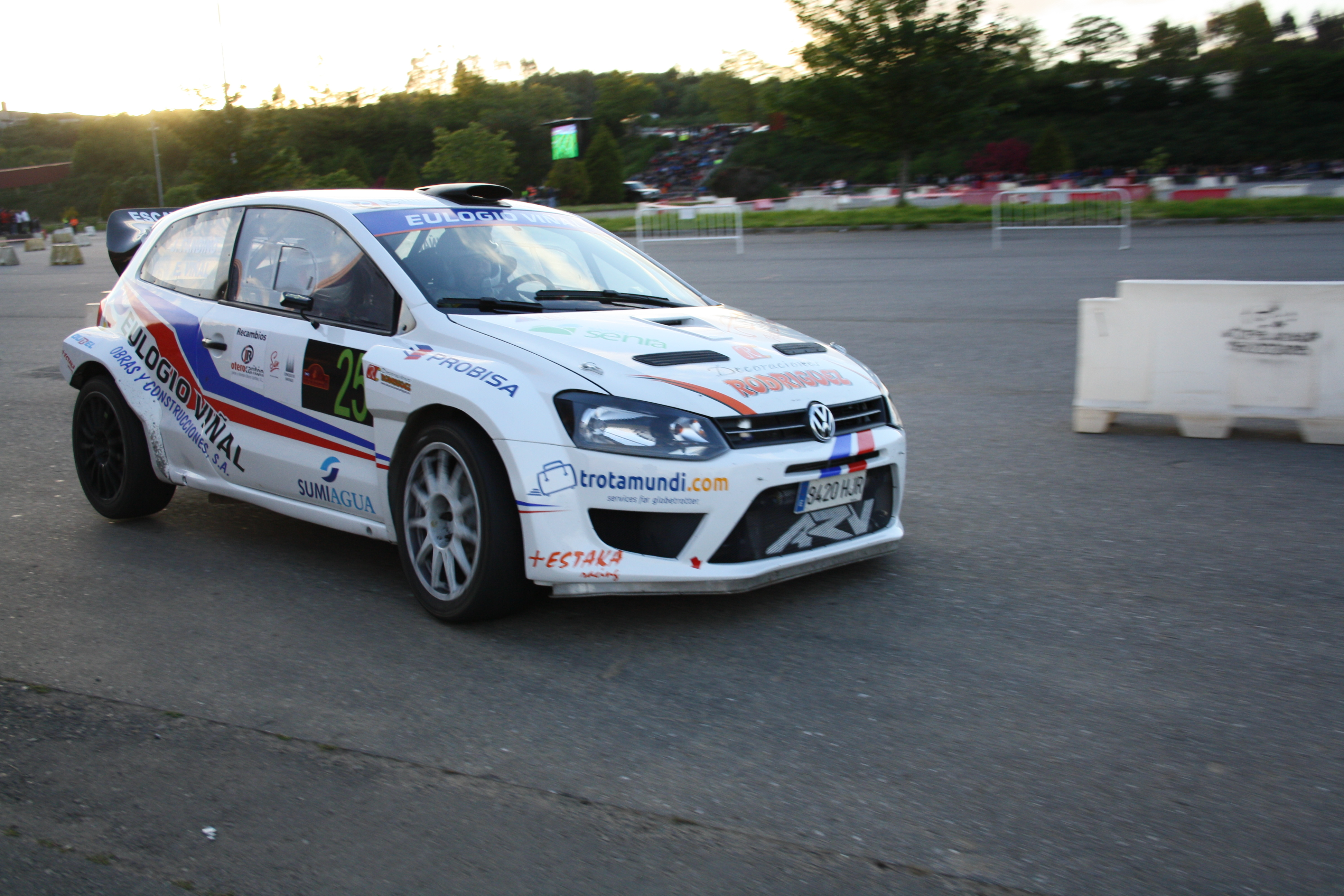
Amador Vidal se hizo con el campeonato de pilotos por primera vez con el Volkswagen Polo. En la imagen, un piloto local lo utiliza durante una prueba del regional gallego.

| Pos. | Piloto               | 1  | 2   | 3   | 4   | 5   | 6   | Puntos |
| ---- | -------------------- | -- | --- | --- | --- | --- | --- | ------ |
| 1.   | Amador Vidal         |    | 1   | 5   | 1   | 7   | 2   | 142    |
| 2.   | Nil Solans           | 11 | 2   | Ret | 10  | 1   | 1   | 124    |
| 3.   | Juan Pablo Castro    | 10 | 3   |     | 5   | 4   | 3   | 115    |
| 4.   | Eduard Forés         | 7  | 9   | 4   | 4   | 13  | 8   | 111    |
| 5.   | Jorge del Cid        | 5  | Ret | 3   | 2   | 2   | Ret | 110    |
| 6.   | David Quijada        | 9  | 7   | 12  | 7   | 11  | 5   | 95     |
| 7.   | Carlos Aldecoa       | 6  | 6   | 6   | 6   | 15  | Ret | 90     |
| 8.   | Alexander Villanueva | 4  | 4   | 14  | Ret | 6   | Ret | 78     |
| 9.   | Benito Guerra        | 3  | Ret | 2   | Ret |     |     | 57     |
| 10.  | José Luis Peláez     | 18 | 11  | 8   | 12  | Ret |     | 57     |

### Copa de copilotos
| Pos. | Copiloto             | Puntos |
| ---- | -------------------- | ------ |
| 1.   | Francisco Lema Vidal | 142    |
| 2.   | Miguel A. Ibáñez     | 124    |
| 3.   | Juan José Leal       | 115    |
| 4.   | David Uson Castells  | 111    |
| 5.   | Daniel Canelo        | 95     |
| 6.   | Ainhoa Sarasua       | 90     |
| 7.   | Óscar Sánchez        | 78     |
| 8.   | Nerea Odriozola      | 60     |
| 9.   | Diego Sanjuan        | 57     |
| 10.  | Helena Carrasco      | 54     |

### Campeonato de marcas
| Pos. | Marca      | Puntos |
| ---- | ---------- | ------ |
| 1.   | Mitsubishi | 342    |
| 2.   | Renault    | 93     |
| 3.   | SEAT       | 48     |

### Copa de España conductores
| Pos. | Piloto                  | Puntos |
| ---- | ----------------------- | ------ |
| 1.   | José Luis Peláez        | 151    |
| 2.   | Ángel Paniceres         | 148    |
| 3.   | Manuel Gómez-Manzanilla | 129    |
| 4.   | Juan Carlos Aguado      | 79     |
| 5.   | Nil Solans              | 70     |

### Trofeo copilotos
| Pos. | Copiloto                 | Puntos |
| ---- | ------------------------ | ------ |
| 1.   | Diego Sanjuan de Eusebio | 151    |
| 2.   | Salvador Belzunces       | 148    |
| 3.   | Martín Lumbreras         | 129    |
| 4.   | Mario González Tomé      | 79     |
| 5.   | Miguel A. Ibáñez         | 70     |

### Trofeo 2 ruedas motrices
| Pos. | Piloto                  | Puntos |
| ---- | ----------------------- | ------ |
| 1.   | José Luis Peláez        | 151    |
| 2.   | Ángel Paniceres         | 148    |
| 3.   | Manuel Gómez-Manzanilla | 129    |
| 4.   | Juan Carlos Aguado      | 79     |
| 5.   | Nil Solans              | 70     |

### Trofeo 2RM copilotos
| Pos. | Copiloto                 | Puntos |
| ---- | ------------------------ | ------ |
| 1.   | Diego Sanjuan de Eusebio | 151    |
| 2.   | Salvador Belzunces       | 148    |
| 3.   | Martín Lumbreras         | 129    |
| 4.   | Mario González Tomé      | 79     |
| 5.   | Miguel A. Ibáñez         | 70     |

### Trofeo grupo N
| Pos. | Piloto               | Puntos |
| ---- | -------------------- | ------ |
| 1.   | Eduard Fores         | 169    |
| 2.   | David Quijada        | 164    |
| 3.   | Alexander Villanueva | 120    |
| 4.   | Albert Llovera       | 71     |
| 5.   | Alberto Monarri      | 62     |

### Trofeo pilotos femeninos
| Pos. | Piloto         | Puntos |
| ---- | -------------- | ------ |
| 1.   | Zihara Esteban | 105    |

### Mitsubishi Evo Cup Tierra
| Pos. | Marca                | Puntos |
| ---- | -------------------- | ------ |
| 1.   | Eduard Fores         | 32     |
| 2.   | Jorge del Cid        | 30     |
| 3.   | Alexander Villanueva | 24     |
| 4.   | Alberto Monarri      | 18     |
| 5.   | Benito Guerra        | 16     |
| 6.   | José Antonio Suárez  | 10     |
| 7.   | Nil Solans           | 10     |
| 8.   | Williams Villanueva  | 10     |
| 9.   | Xevi Pons            | 8      |
| 10.  | Julián Vera          | 6      |